# Polityka wybiórczego przesuwania wydatków
Polityka wybiórczego przesuwania wydatków to narzędzie polityki dostosowawczej polegające na przesuwaniu wydatków z dóbr krajowych na zagraniczne lub z dóbr zagranicznych na krajowe za pomocą środków innych niż zmiana kursu walutowego.
Jej poszczególne narzędzia są stosowane wybiórczo do wybranych podmiotów utrzymujących stosunki gospodarcze z zagranicą. Możemy wyróżnić trzy grupy narzędzi tej polityki:
- ograniczenia  handlowe, czyli cła, kontyngenty ilościowe, dobrowolne ograniczenia eksportowe i inne
- ograniczenia dewizowe, czyli ograniczenia praw zawierania transakcji dewizowych do niektórych podmiotów
- ograniczenia przepływu kapitału obejmujące ograniczenia nakładane na niektóre rodzaje transferu kapitału

Najbardziej zaawansowaną formą ograniczeń handlowych jest monopol handlu zagranicznego - sytuacja, w której państwo w pełni kontroluje obroty handlowe z zagranicą; zarówno wielkość zakupów i sprzedaży, jak i ich kierunek. W takiej sytuacji poprzez ścisłą kontrolę państwo może nie dopuścić do zachwiania równowagi bilansu płatniczego.
Monopole handlu zagranicznego istniały we wszystkich krajach Europy Środkowej i Wschodniej w okresie gospodarki centralnie planowanej. Równowaga bilansu płatniczego w tym okresie w Polsce była równowagą wymuszoną, o charakterze formalnym, która ukształtowała się na poziomie znacznie niższym niż wynikało to z popytu na import.
Z kolei skrajną postacią ograniczeń dewizowych jest monopol walutowy państwa - wyłączne prawo zawierania przez państwo transakcji kupna i sprzedaży walut obcych za walutę narodową oraz wyłączne prawo do zawierania transakcji kredytowych w walutach obcych.
W Polsce monopol walutowy państwa istniał w okresie gospodarki centralnie planowanej, a przestał obowiązywać od 1 stycznia 1990 roku   